# Galerie pare-neige
Pour un article plus général, voir protection paravalanche.
Ne doit pas être confondu avec Paravalanche ou Pont-bâche.
 (janvier 2022).
Si vous disposez d'ouvrages ou d'articles de référence ou si vous connaissez des sites web de qualité traitant du thème abordé ici, merci de compléter l'article en donnant les références utiles à sa vérifiabilité et en les liant à la section « Notes et références ».

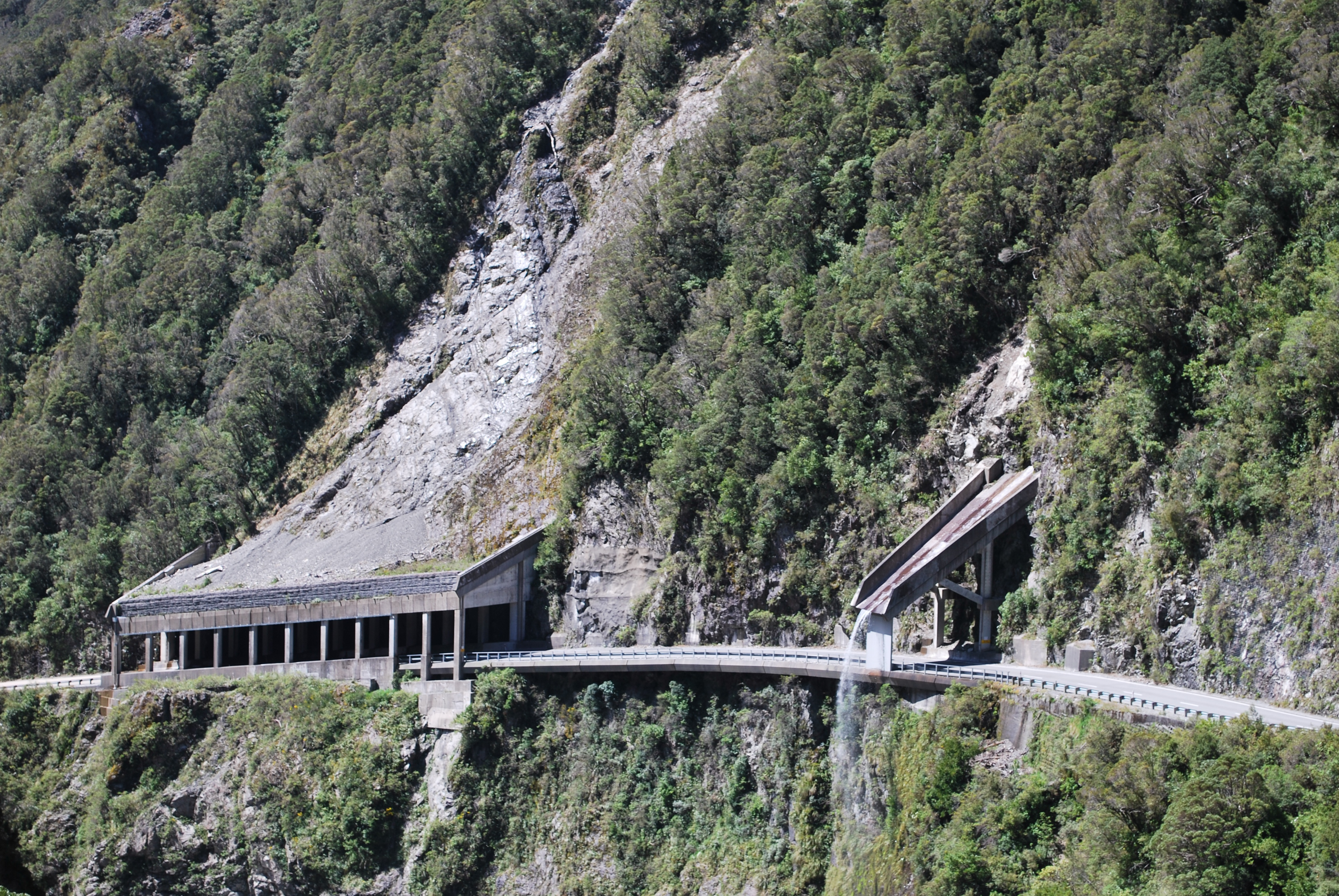
Galerie pare-neige (à gauche) et pont-bâche (à droite) sur la State Highway 73 en Nouvelle-Zélande.

Une galerie pare-neige est un ouvrage d'art recouvrant partiellement ou totalement une voie de circulation afin d'éviter toute accumulation de neige qui pourrait en perturber le fonctionnement. Ces galeries sont construites pour deux origines d'accumulation différentes :
- le transport de neige par le vent : pare-congère ;
- l'avalanche de neige : paravalanche.

Ces galeries, lorsqu'elles ne sont pas logées dans une tranchée, sont souvent munies de claires-voies vers l'aval, qui permettent la bonne ventilation et l'éclairage naturel de l'intérieur.

## Chemins de fer
Les galeries pare-neige font partie du paysage ferroviaire dans certaines régions montagneuses qui connaissent des hivers particulièrement rudes.
En France, certaines lignes du Massif central en sont munies, notamment la partie orientale de la ligne transversale lozérienne dont l'altitude se situe en majeure partie au-delà des 1 000 m.

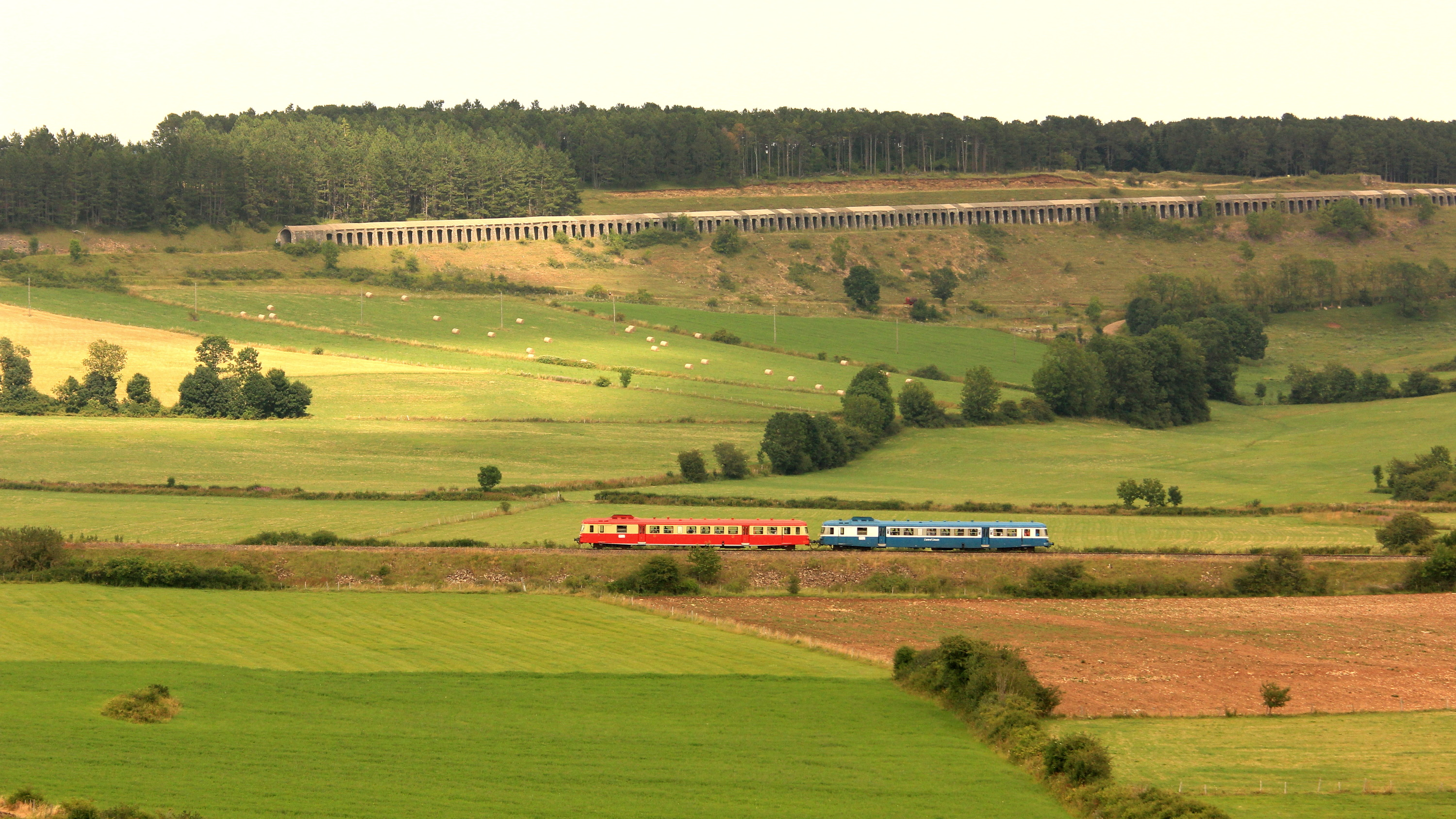
La grande galerie de Larzalier (au fond), sur le Translozérien.
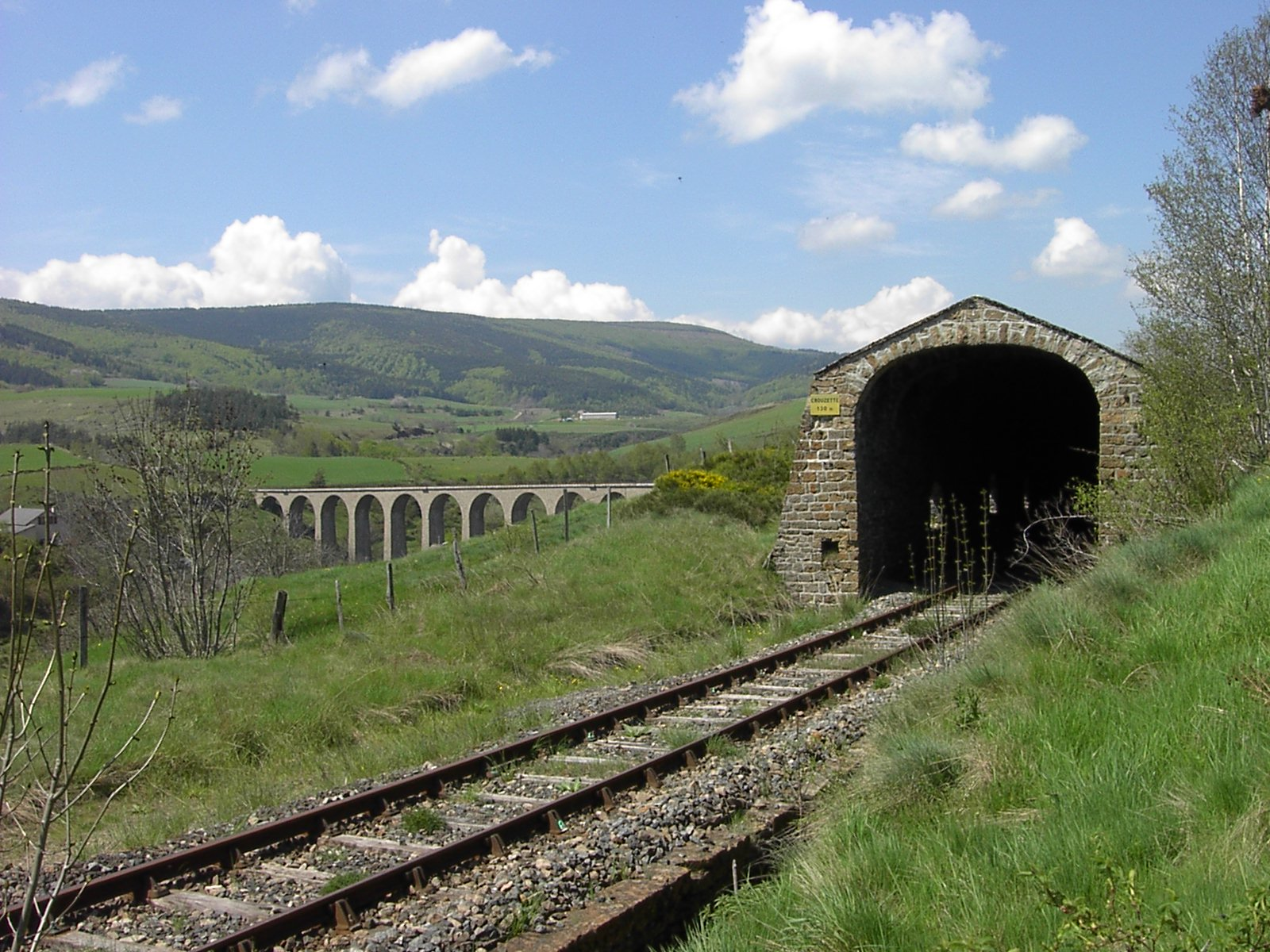
Galerie pare-congère de la Crouzette (entrée est), sur le Translozérien.
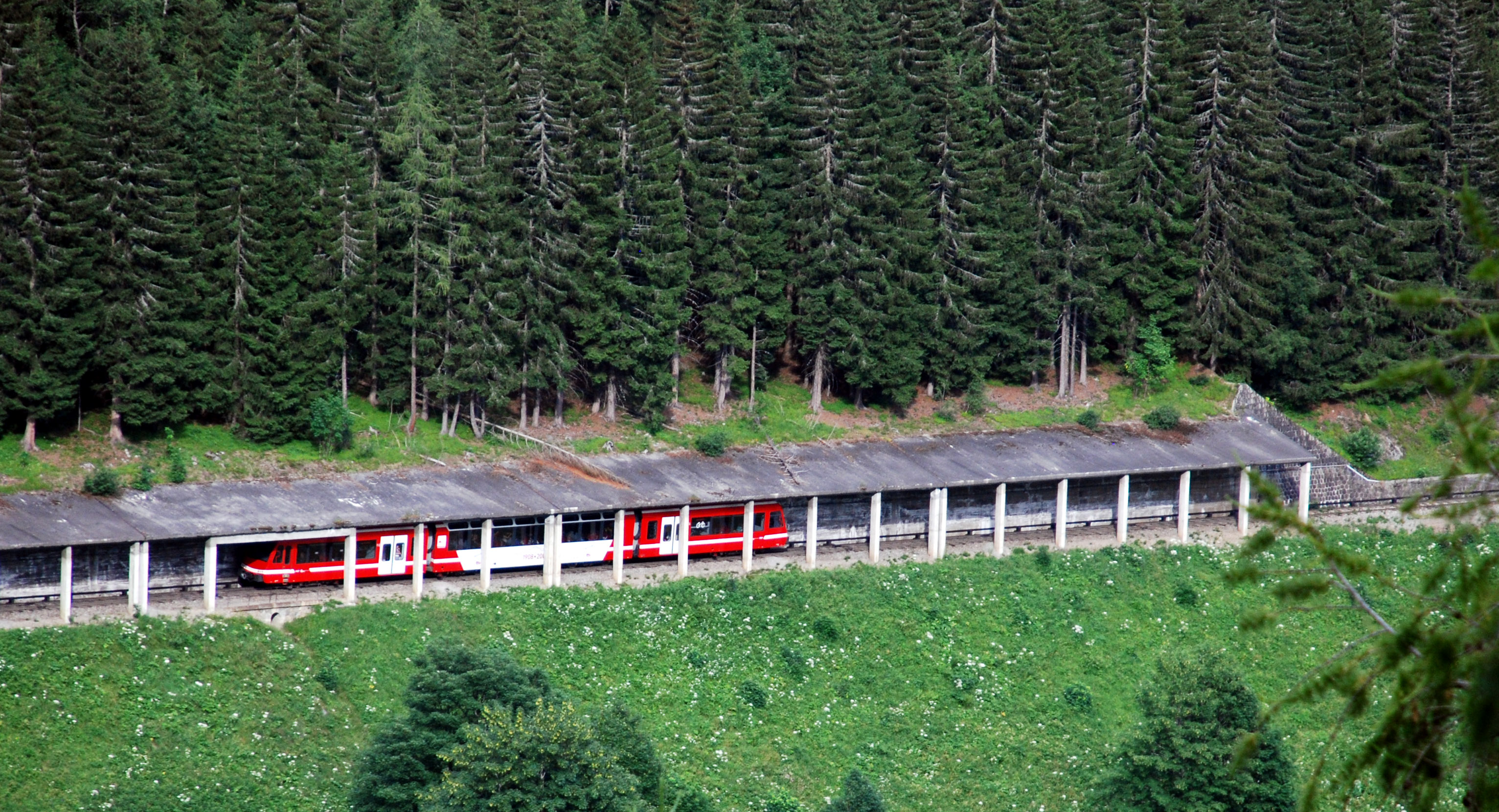
Galerie paravalanche entre Argentière et Montroc à Chamonix-Mont-Blanc.